# Чепуха (мультфильм)
«Чепуха» (англ. Fiddlesticks) — американский цветной звуковой короткометражный мультфильм, режиссёра Аба Айверкса, снятый в 1930 году.

## Сюжет
Прыгающий лягушонок радостно прыгает с кувшинки на кувшинку, пересекая пруд, чтобы добраться до ночного клуба под открытым небом в лесу. Лягушонок — признанный исполнитель, и толпа тварей рада его видеть. Пока внизу играет оркестр насекомых, Лягушонок танцует на пне. Позже он играет на пианино, а мышь аккомпанирует ему на скрипке. Пианино плачет во время грустной песни, и Лягушонок вынужден высморкаться. Лягушонок оскорбляет свой инструмент, лаская его ножку слишком фамильярно. Пианино пинает Лягушонка, и лягушка в ответ бьёт по клавишам во время игры. Жестокое выступление Лягушонка приводит к разгрому.

## Интересные факты
- Мультфильм «Чепуха» был снят в двухцветной технике Harriscolor (метод «Бипак»).
- Мультфильм был одним из первых цветных и звуковых мультфильмов[1].